# Strobiderus carayoni
Strobiderus carayoni es una especie de insecto coleóptero de la familia Chrysomelidae.
Fue descrita científicamente en 1986 por Berti.